# Pisinna praecidecosta
Pisinna praecidecosta is een slakkensoort uit de familie van de Anabathridae. De wetenschappelijke naam van de soort is voor het eerst geldig gepubliceerd in 1965 door Ponder.